# Elisabeth Buchberger
Elisabeth Buchberger (geboren 17. Dezember 1950; gestorben 14. Juni 2022 in Frankfurt am Main) war eine deutsche Richterin. Sie war Vizepräsidentin des Verwaltungsgerichts Gießen, Vizepräsidentin des Verwaltungsgerichts Frankfurt am Main und Richterin des Bundesverwaltungsgerichts. Außerdem war sie von 1995 bis 2008 Mitglied des Hessischen Staatsgerichtshofs.

## Leben

### Juristische Karriere in der Verwaltungsgerichtsbarkeit
Buchberger studierte an der Johann Wolfgang Goethe-Universität Frankfurt am Main Rechtswissenschaft. Sie begann ihre juristische Laufbahn im Januar 1980 am Amtsgericht Frankfurt am Main, wechselte aber noch im selben Jahr an das Verwaltungsgericht Wiesbaden, wo sie im Januar 1983 zur Richterin auf Lebenszeit ernannt wurde. Nach einer Abordnung an den Hessischen Verwaltungsgerichtshof wurde sie im Juni 1987 an das Verwaltungsgericht Darmstadt versetzt. Nach einer zweijährigen Abordnung in den Geschäftsbereich des Präsidenten des Hessischen Landtags war sie ab März 1991 Vorsitzende Richterin am Verwaltungsgericht Gießen und seit 21. Dezember 1993 wurde sie dessen Vizepräsidentin. Im Oktober 2002 wechselte Buchberger an das Verwaltungsgericht Frankfurt am Main, wo sie ebenfalls zur Vizepräsidentin ernannt wurde.
2005 unternahm Buchberger mit Veronika Arendt-Rojahn, Belal El-Mogaddedi, Heinrich Freckmann und Victor Pfaff eine Reise nach Afghanistan, um zu prüfen, unter welchen Umständen Flüchtlinge nach Afghanistan zurückkehren könnten. Die Delegation wurde unterstützt von der UNO-Flüchtlingshilfe, der Stiftung Pro Asyl, dem UNHCR und dem Caritasverband. Im Delegations-Bericht wird differenziert die besondere Gefährdung von Rückkehrern beschrieben.
Im Juli 2006 wurde Buchberger als Richterin an das Bundesverwaltungsgericht nach Leipzig berufen und gehörte dort dem 9. Revisionssenat an, der unter anderem für das Straßen- und Wegerecht, insbesondere die dem Bundesverwaltungsgericht zugewiesenen erstinstanzlichen Klagen gegen Planfeststellungsbeschlüsse für den Bau von Bundesfernstraßen, für das Kommunalabgabenrecht und das Flurbereinigungsrecht zuständig ist. Im Juli 2012 übernahm sie den stellvertretenden Senatsvorsitz. Sie wurde zum 30. April 2016 in den Ruhestand verabschiedet.

### Mitglied des Hessischen Staatsgerichtshofs
Buchberger wurde am 10. Oktober 1995 auf Vorschlag von SPD und Bündnis 90/Die Grünen vom Hessischen Landtag zum stellvertretenden nicht richterlichen Mitglied am Staatsgerichtshof des Landes Hessen gewählt. Am 23. Juli 1999 erfolgte die Wahl zum ständigen nicht richterlichen Mitglied und 2003 die Wiederwahl. Buchberger übte das Amt bis  zum 3. Juni 2008 aus.

## Veröffentlichungen
- Die Ausbildung von RechtsreferendarInnen am VG Frankfurt. In: Karls-Heinz Hohm, Achim Schunder, Reiner Stahl (Hrsg.): Verwaltungsgericht im Wandel der Zeit. Fünfzig Jahre Verwaltungsgericht Frankfurt am Main. C. H. Beck, München 2004, ISBN 978-3-406-52667-1, S. 69–75. Inhaltsverzeichnis. (d-nb.info).
- mit Veronika Arendt-Rojahn, Belal El-Mogaddedi, Heinrich Freckmann, Victor Pfaff: Rückkehr aus Afghanistan. Unter welchen Umständen können Flüchtlinge zurückkehren? Bericht über eine Untersuchung in Afghanistan im Zeitraum März/April 2005. 2005 (fluechtlingsrat-hamburg.de [PDF]).
- Verwaltungsgerichtsbarkeit - Kontrolle oder Reparaturwerkstatt der Verwaltung? In: Monika Böhm, Arndt Schmehl (Hrsg.): Verfassung - Verwaltung - Umwelt. Beiträge zum rechtswissenschaftlichen Symposium anlässlich des 70. Geburtstages von Prof. Dr. Klaus Lange. Nomos, Baden-Baden 2010, ISBN 978-3-8329-4753-8, S. 81–96.
- Mitautorin in: Handbuch des Polizeirechts. Gefahrenabwehr, Strafverfolgung, Rechtsschutz. Hrsg.: Hans Lisken, Matthias Bäcker, Erhard Denninger, Kurt Graulich. 6. Auflage. Beck, München 2018, ISBN 978-3-406-74370-2.
- Änderungen des Luftsicherheitsgesetzes. Ein Überblick. In: Zeitschrift für das gesamte Sicherheitsrecht. Band 1, Nr. 5, 2018, S. 180–185.
- Mitautorin in: Sicherheitsrecht des Bundes. Hrsg.: Wolf-Rüdiger Schenke, Kurt Graulich, Josef Ruthig. 2. Auflage. Beck, München 2019, ISBN 978-3-406-71602-7.
- Das Verbandsklagerecht der Umweltverbände – ein Streifzug. In: Zeitschrift für europäisches Umwelt- und Planungsrecht. Band 17, Nr. 3, 2019, ISSN 2190-8192, S. 377–386 (lexxion.eu).